# Gustave Dax
Pour les articles homonymes, voir Dax (homonymie).
Gustave Dax, né Jean-Marie-Bernard-Catherine-Gustave Dax le 27 mai 1815 à Sommières dans le Gard et mort le 21 août 1893 dans la même commune, est un médecin français, fils de Marc Dax. Il défend l'antériorité des travaux de son père par rapport à ceux de Paul Broca.

## Biographie
Jean-Marie-Bernard-Catherine-Gustave Dax naît le 27 mai 1815 à Sommières.
Après avoir soutenu sa thèse de doctorat en 1843 à la Faculté de médecine de Montpellier, il exerce la médecine générale dans sa ville natale. Il travaille aussi à l'hôpital local, mais après 23 ans de service, il est invité à se retirer, probablement en raison de ses opinions politiques . Il publie au moins 140 observations, plus ou moins probantes,.
Il défend l'antériorité des travaux de son père par rapport à ceux de Paul Broca en affirmant que son père a présenté oralement ses travaux à Montpellier en 1836,,.
Précédant les travaux de Meynert, Schmidt, et Wernicke, Gustave Dax localise le langage, non pas dans les lobes frontaux, mais dans le lobe temporal gauche,. Il est arrivé à cette conclusion en lisant deux cas d'aphasie rapportés par d'autres auteurs[Qui ?].
Gustave Dax meurt le 21 août 1893 dans sa commune natale.